# Rafał Rżany
Rafał Rżany (ur. 1973 w Rzeszowie) – polski poeta, krytyk (literatura i fotografia), autor esejów i fotograf. Absolwent studiów dziennikarskich na Uniwersytecie Jagiellońskim. Publikował m.in. w „NaGłosie”, „Kresach”, „Akcencie”, „Pracowni”, „Odrze”, „Twórczości” i paryskiej „Kulturze”. W latach 1994–1996 związany z dwutygodnikiem „Nowy Nurt”, a od 1995 do 1998 z kwartalnikiem „Fraza”. W latach 1998–2011 redaktor „Nowej Okolicy Poetów”. Jego wiersze były wielokrotnie prezentowane na antenie Polskiego Radia. Od roku 1998 członek Stowarzyszenia Pisarzy Polskich. Zdjęcia publikował w czasopismach oraz na okładkach książek, a także w wydawnictwach zwartych. Stale współpracuje z „Nowymi Książkami”. Jego wiersze były tłumaczone na włoski, angielski i hiszpański (publikacje w antologiach poezji polskiej oraz czasopismach). Zajmuje się również teorią i praktyką dalekowschodnich sztuk walki; w latach 2001–2005 był sekretarzem redakcji rocznika naukowego „Idō – Ruch dla Kultury”.

## Twórczość

### Poezja
- Upływ (Rzeszów 1993)
- Wtedy nic jeszcze... (Rzeszów 1995; posłowie Bronisław Maj)
- Ruchome pole (Rzeszów 2006; zawiera także tłumaczenia i fotografie)[3]
- Koniec lata (Rzeszów - Kraków 2023)

### Krytyka
- Pozornie tak bardzo podzieleni. Nie tylko o młodej poezji (Rzeszów 1998)

### Fotografia
- Ptaki i kamienie (zawiera także wiersze i prozę; Rzeszów-Kraków 2023)

### Antologie
- Macie swoich poetów (1996)
- Antologia nowej poezji polskiej (2000)
- La comunità dei vulcani. Quaderno siculo – polacco di poesia (Messina 2006)
- Poesía a contragolpe. Antología de poesía polaca contemporàanea (Zaragoza 2012)

## Ważniejsze omówienia twórczości (w publikacjach książkowych)
- St. Burkot, Literatura polska w latach 1986–1995 (Kraków 1995)
- J. Klejnocki, J. Sosnowski, Chwilowe zawieszenie broni. O twórczości tzw. pokolenia „brulionu” (1986-1996) (Warszawa 1996)
- K. Maliszewski, Nowa poezja polska 1989-1999 (Wrocław 2005)
- M. Cyranowicz, Cztery typy rzeczywistości (O poetach urodzonych w latach siedemdziesiątych), [w:] Rocznik Towarzystwa Literackiego im. Adama Mickiewicza nr 31 (1996)
- Dwadzieścia lat literatury polskiej 1989-2009. Tom 1, część 1. Życie literackie po roku 1989, pod redakcją D. Nowackiego i K. Uniłowskiego (Katowice 2010)
- Poesía a contragolpe. Antología de poesía polaca contemporàanea (autores nacidos entre 1960 y 1980), selección y traducción Abel Murcia, Gerardo Beltrán y Xavier Farré. Prólogo Xavier Farré (Zaragoza 2012)